# Les Barbares (Gorki)
Pour autres œuvres du même nom, voir Les Barbares (homonymie).

Les Barbares (titre original : Варвары (Barbari) en russe) est une pièce de théâtre du dramaturge russe Maxime Gorki. La pièce a été publiée à Berlin en 1903 et paraît à Saint-Pétersbourg en 1905. Elle est créée en 1906.

## Traduction française
- Maxime Gorki (trad. du russe par André Markowicz), Les Barbares, Besançon, Les Solitaires intempestifs, 2006, 188 p. (ISBN 978-2-846-81153-8)